# Cesare Perdisa

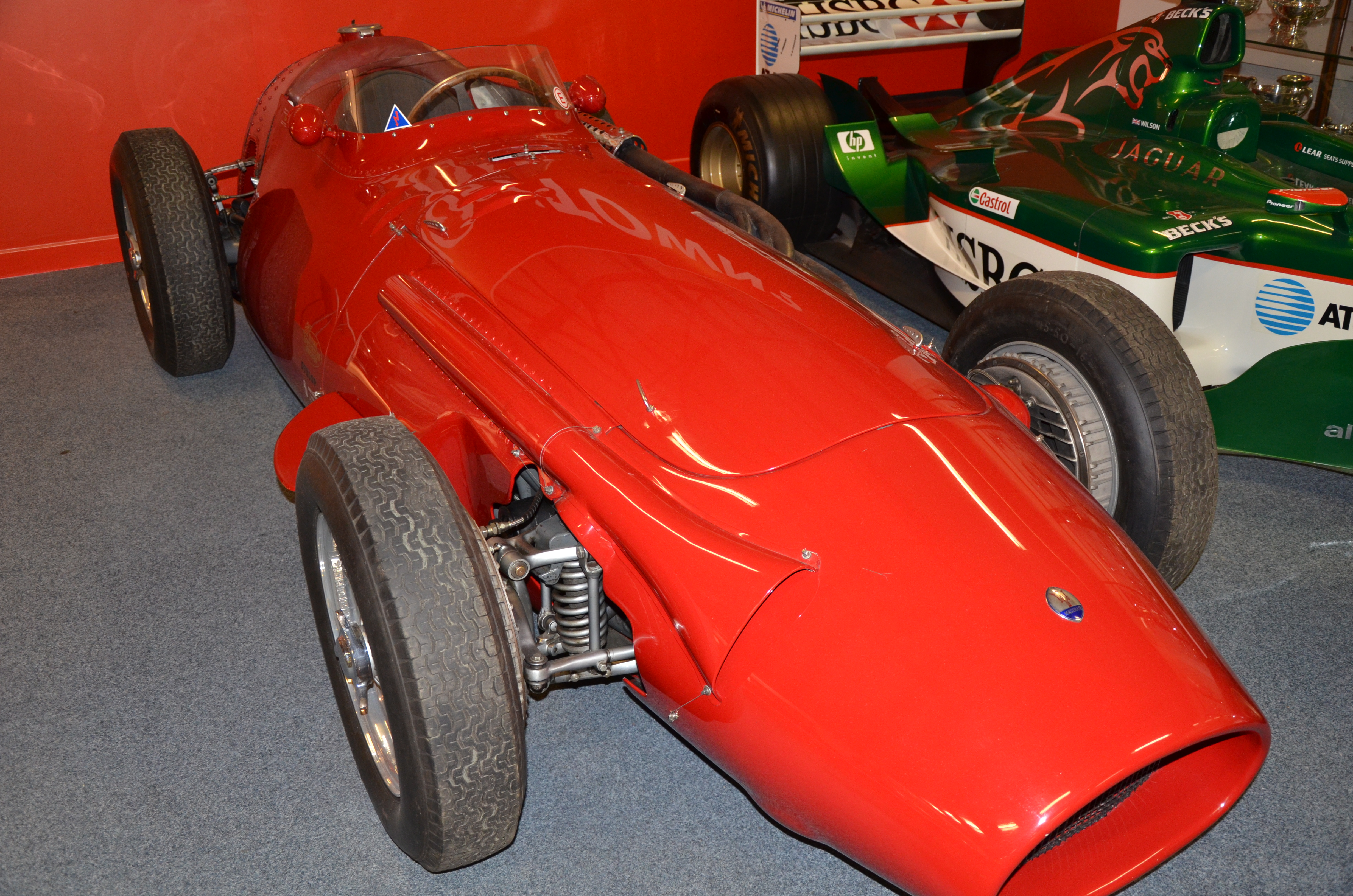
Maserati 250F, similar al que utilizó en F1.

Cesare Perdisa (Bologna, 20 de octubre de 1932-Bolonia, 10 de mayo de 1998) fue un piloto de automovilismo italiano. En Fórmula 1 corrió 8 Grandes Premios, obtuvo dos podios y 5 puntos.

## Resultados

### Fórmula 1
(Clave) (negrita indica pole position) (cursiva indica vuelta rápida)

| 1955        | Officine Alfieri Maserati | ARG    | MON 3‡ | 500 | BEL 8  | NED    | GBR   | ITA     |     | 18.º | 2 |
| 1956        | Officine Alfieri Maserati | ARG    | MON 7  | 500 | BEL 3‡ | FRA 5‡ | GBR 7 | GER DNS | ITA | 16.º | 3 |
| 1957        | Scuderia Ferrari          | ARG 6‡ | MON    | 500 | FRA    | GBR    | GER   | PES     | ITA | NC   | 0 |
| Referencia: |                           |        |        |     |        |        |       |         |     |      |   |